# Go！Princess 光之美少女 Go！Go！！豪華三部曲！！！
《 Go！Princess 光之美少女 Go！Go！！豪華三部曲！！！》（映画 Go！プリンセスプリキュア Go！Go！！豪華3本立て！！！）是一部2015年10月31日在日本播映的動畫電影。

## 故事簡介

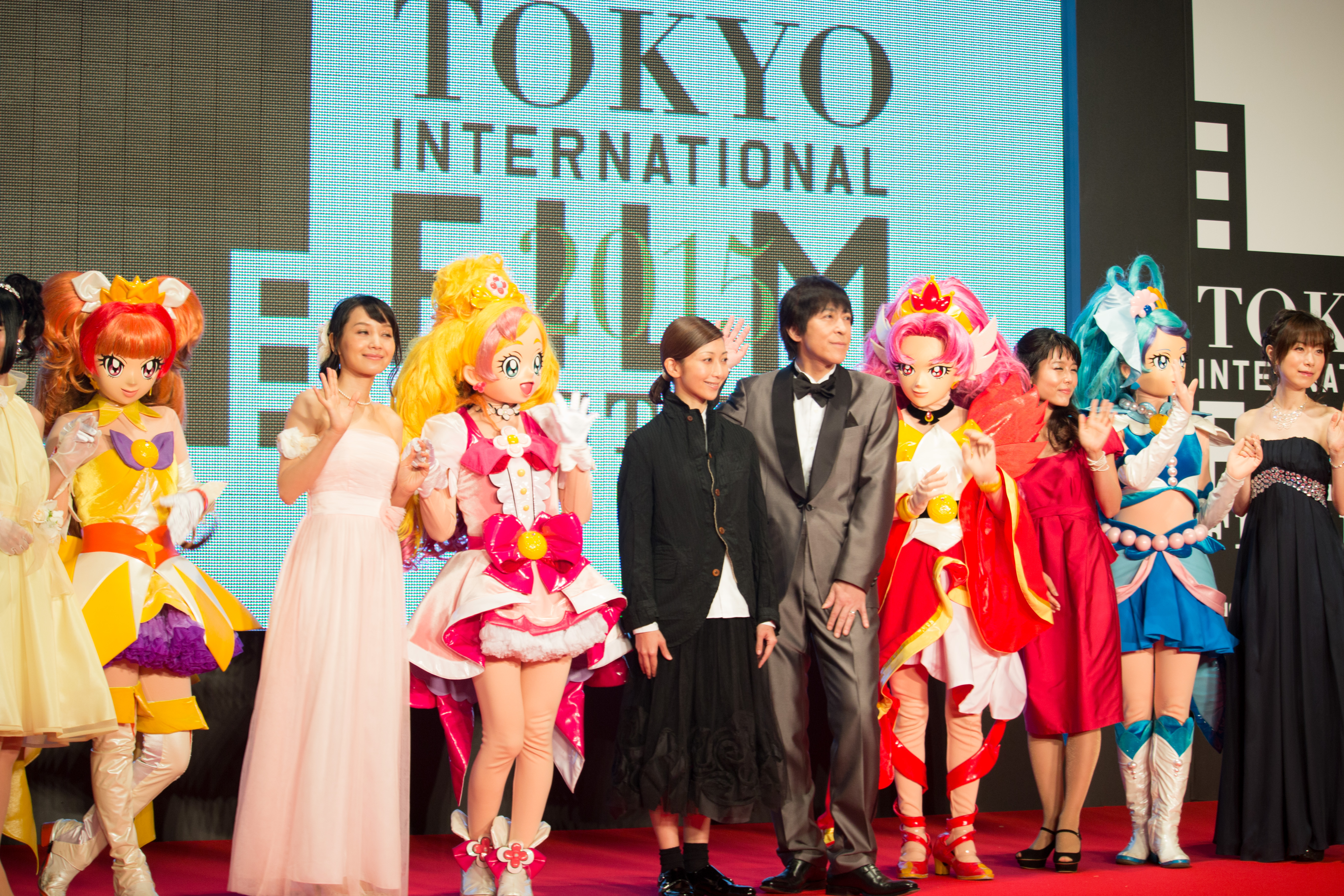
第28回東京国際映画祭にて、プリキュア（着ぐるみ）と声優陣、Every Little Thingが登壇

- 南瓜王國的寶物：讲述光之美少女为了拯救被抓走的公主殿下而奮身作戰的故事。
- 光之美少女與萊菲的奇妙之夜！：讲述光之美少女与生活在失去白天的夜之王国的萊菲公主一起夺回白天的故事。
- 花神天使與惡作劇魔鏡：讲述花神天使与镜子里喜欢恶作剧的妖怪之间发生的一段有趣小故事。

## 登場人物

### 南瓜王國的寶物
潘普露露公主（Princess Panpururu）
配音：花澤香菜（日本）
南瓜王國的公主，不幸遭到沃普的囚禁，後來被小遙發現後向其發出了拯救王國的懇求。
沃普（Warp）
配音：諏訪部順一（日本）
南瓜王國的大臣，本作反派之一，一位長著一頭水色頭髮並且左眼戴著一副用紫色寶石製成的單片眼鏡的神秘男子，手裡總是拿著一本能召喚出絕望堡的玻璃書。曾經是迪斯達克的幹部，但因為首領迪絲比婭沒有對他的能力給予正當的評價，引起了他的強烈不滿，因此退出了該組織轉而來到了南瓜王國。表面看起來文質彬彬很有紳士風度，但實際上他卻是一個笑裡藏刀、口蜜腹劍的陰險小人，自稱自己為「絕望收藏家」，他的真正目的是想要令整個南瓜王國陷入絕望之中并從其中收集絕望能量。其真身是一隻身形巨大的變色龍，最終被全體光之美少女以「光之美少女 萬聖夜閃電」（Precure Halloween Eclair）消滅。
名字源自於英語「扭曲」。
國王（King）、王后（Queen）
配音：長、山像香織（日本）
南瓜王國的國王與王后，潘普露露公主的父母，不幸遭到沃普的控制并洗腦。
小潘（Pan）、小普（Puu）、小金（Kin）
配音：久野美咲、金田朋子、村中知（日本）
南瓜王國的三位精靈，不會說人類語言，在王國遭到沃普控制時三人均僥倖逃脫并參與了解救潘普露露公主的行動。
三位精靈的名字合起來便是英語「南瓜」之意。

### 光之美少女與萊菲的奇妙之夜！
萊菲（Refi）
配音：上垣日向（日本）
夜之王國的公主，真身為潘普露露公主的人偶，帶領光之美少女來到自己的國家對付暗夜南瓜。
萊菲的母親（Refi's Mother）
配音：坂本真绫（日本）
夜之王國的女王，萊菲的母親。
暗夜南瓜（Night Pumpkin）
配音：中尾隆聖（日本）
本作反派之一，奪走了夜之王國的白天，妄圖令王國永遠沉浸在黑暗之中，最終被花神天使消滅。

### 花神天使與惡作劇魔鏡
惡作劇妖怪
突然從魔鏡中竄出來對花神天使惡作劇的5只小妖怪。

## 歌曲
〈Miracle GO！〉
作詞：大森祥子，作曲：渡邊亮希，編曲：渡邊亮希、池田大介，主唱：磯部花凜
是《光之美少女與萊菲的奇妙之夜！》的插入曲，同時亦是《南瓜王國的寶物》的片頭曲。
〈Sharin' Miracle〉
作詞：大森祥子，作曲、編曲：高木洋，主唱：潘普露露公主（花澤香菜）
是《南瓜王國的寶物》的插入曲。
〈KIRA KIRA〉
作詞：持田香織，作曲、編曲：mito，主唱：小事樂團
是《南瓜王國的寶物》的片尾曲。
〈Happy Happening♪〉
作詞：大森祥子，作曲、編曲：高木洋，主唱：萊菲（上垣日向）
是《光之美少女與萊菲的奇妙之夜！》的插入曲。

作詞：，作曲、編曲：石塚玲依，主唱：北川理惠
是《光之美少女與萊菲的奇妙之夜！》的片尾曲。

## 註解

## 外部連結
- 映画Go!プリンセスプリキュア　Go!Go!!豪華3本立て!!! （页面存档备份，存于）